# Sean Combs
Sean John Combs, znany jako Puff Daddy, P. Diddy, Puffy i Diddy (ur. 4 listopada 1969 w Harlemie, w Nowym Jorku) – amerykański producent muzyczny, raper i aktor. Założyciel wytwórni muzycznych: Bad Boy, BMG International i Sony. P. Diddy.
Wyprodukował nagrania i albumy wykonawców, takich jak: The Smashing Pumpkins, Jennifer Lopez, R. Kelly, Sting, Mariah Carey, Aretha Franklin, Boyz II Men, Jay-Z, Dream, Lil’ Kim, LL Cool J, Busta Rhymes, Faith Evans, 112, Father MC, Jodeci, Mary J. Blige, Craig Mack, The Notorious B.I.G., Ma$e, Boyz N Da Hood, Carl Thomas, Danity Kane, G-Dep, Elephant Man, B5, Yung Joc i Nicole Scherzinger.

## Życiorys
Kiedy miał dwa lata, jego ojciec zginął tragicznie. Ma siostrę Keishę. Studiował na Uniwersytecie Howarda w Waszyngtonie, specjalizował się w biznesie. 
1 lipca 1997 wydał swój debiutancki album studyjny pt. No Way Out. Zagrał dilera narkotyków w filmie Ustawieni (Made, 2001) i wystąpił w filmie Czekając na wyrok" (Monster's Ball, 2001).
W 2001 zmienił pseudonim artystyczny z Puff Daddy na P. Diddy.
Ma własną linię odzieżową „Sean John”, a logotypem firmy sygnował w 2005 model samochodu Lincoln Navigator. W lipcu 2006 wypuścił do sprzedaży perfumy „Unforgivable”, w kolejnych latach przygotował kolekcje jeszcze 12 zapachów.
Prowadził program telewizyjny Making the Band w MTV. Wystąpił gościnnie w jednym z odcinków siódmego sezonu serialu CSI: Kryminalne zagadki Miami pt. „Sink or Swim”.
W marcu 2023 miał wydać album gospel pt. Thank You, ale jego premiera została opoźniona w związku z procesem prowadzonym przeciwko Combsowi. 

## Problemy prawne
16 września 2024 został aresztowany w związku z serią zarzutów, m.in. o napaści seksualne i nadużycia, w tym ze strony swojej byłej partnerki, Casandy „Cassie” Ventury. Combsowi grozi też szereg pozwów cywilnych. Dwie inne kobiety złożyły pozwy w tym samym tygodniu, co Ventura, zarzucając raperowi znęcanie się i napaść.

## Dyskografia

### Albumy
| Rok  | Album                                                                    | Pozycja na liście | Pozycja na liście | Pozycja na liście | Pozycja na liście | Certifikaty                                    |
| Rok  | Album                                                                    | US                | US R&B            | CAN               | UK                | Certifikaty                                    |
| ---- | ------------------------------------------------------------------------ | ----------------- | ----------------- | ----------------- | ----------------- | ---------------------------------------------- |
| 1997 | No Way Out - Data: 1 lipca 1997 - Wydawca: Bad Boy Records               | 1                 | 1                 | 1                 | 8                 | - US: 7x Platyna - CAN: 6x Platyna - UK: Złoto |
| 1999 | Forever - Data: 24 sierpnia 1999 - Wydawca: Bad Boy Records              | 2                 | 1                 | 4                 | 9                 | - US: Platyna - UK: Złoto                      |
| 2001 | The Saga Continues... - Data: 19 czerwca 2001 - Wydawca: Bad Boy Records | 2                 | 2                 | 19                | –                 | - US: Platyna - CAN: Złoto                     |
| 2006 | Press Play - Data: 17 października 2006 - Wydawca: Bad Boy Records       | 1                 | 1                 | –                 | 11                | - US: Złoto - UK: Złoto                        |
| 2010 | Last Train To Paris - Data: grudzień 2010 - Wydawca: Bad Boy Records     | –                 | –                 | –                 | –                 |                                                |

### Kompilacje
| Rok  | Album                                                                 | Pozycja na liście | Pozycja na liście | Pozycja na liście | Pozycja na liście | Certifikaty   |
| Rok  | Album                                                                 | US                | US R&B            | CAN               | UK                | Certifikaty   |
| ---- | --------------------------------------------------------------------- | ----------------- | ----------------- | ----------------- | ----------------- | ------------- |
| 2002 | We Invented The Remix - Data: 21 maja 2002 - Wydawca: Bad Boy Records | 1                 | 2                 | 8                 | 17                | - US: Platyna |

### Single
| Rok  | Tytuł                                                                              | Pozycja | Pozycja  | Pozycja  | Pozycja | Album                 |
| Rok  | Tytuł                                                                              | U.S.    | U.S. R&B | U.S. Rap | UK      | Album                 |
| ---- | ---------------------------------------------------------------------------------- | ------- | -------- | -------- | ------- | --------------------- |
| 1997 | „Can’t Nobody Hold Me Down” (feat. Mase)                                           | 1       | 1        | 1        | 19      | No Way Out            |
| 1997 | „I’ll Be Missing You” (feat. Faith Evans & 112)                                    | 1       | 1        | 1        | 1       | No Way Out            |
| 1997 | „It’s All About The Benjamins” (feat. The Notorious B.I.G., Lil’ Kim & The L.O.X.) | 2       | 9        | 1        | 18      | No Way Out            |
| 1998 | „Been Around The World” (feat. The Notorious B.I.G. & Mase)                        | 2       | 7        | 1        | 20      | No Way Out            |
| 1998 | „Victory” (feat. The Notorious B.I.G. & Busta Rhymes)                              | 19      | 13       | 2        | –       | No Way Out            |
| 1998 | „Come With Me” (feat. Jimmy Page)                                                  | 4       | 19       | 1        | 2       | Godzilla: The Album   |
| 1999 | „P.E. 2000” (feat. Hurricane G)                                                    | –       | 34       | 6        | 13      | Forever               |
| 1999 | „Satisfy You” (feat. R. Kelly)                                                     | 2       | 1        | 1        | 8       | Forever               |
| 1999 | „Do You Like It... Do You Want It” (feat. Jay-Z)                                   | –       | 67       | –        | –       | Forever               |
| 2000 | „Best Friend” (feat. Mario Winans)                                                 | 59      | 54       | 4        | 24      | Forever               |
| 2001 | „Let’s Get It” (feat. G. Dep & Black Rob)                                          | 80      | 18       | 5        | –       | The Saga Continues... |
| 2001 | „Bad Boy For Life” (feat. Black Rob & Mark Curry)                                  | 33      | 13       | 5        | 13      | The Saga Continues... |
| 2001 | „Diddy” (feat. The Neptunes)                                                       | 66      | 21       | 23       | 19      | The Saga Continues... |
| 2001 | „Let’s Get III” (feat. Kelis)                                                      | –       | –        | –        | 25      | Non album single      |
| 2001 | „No More Drama (Remix)” (feat. Mary J. Blige)                                      | 15      | 16       | –        | 9       | We Invented The Remix |
| 2002 | „I Need A Girl (Part 1)” (feat. Usher & Loon)                                      | 2       | 2        | 1        | 4       | We Invented The Remix |
| 2002 | „I Need A Girl (Part 2)” (feat. Mario Winans, Ginuwine & Loon)                     | 4       | 2        | 1        | 4       | We Invented The Remix |
| 2006 | „Come to Me” (feat. Nicole Scherzinger)                                            | 9       | 13       | 3        | 4       | Press Play            |
| 2006 | „Tell Me” (feat. Christina Aguilera)                                               | 49      | 38       | 14       | 8       | Press Play            |
| 2007 | „Last Night” (feat. Keyshia Cole)                                                  | 10      | 7        | 25       | 14      | Press Play            |
| 2007 | „Through The Pain (She Told Me)” (feat. Mario Winans)                              | –       | 107      | –        | 50      | Press Play            |
| 2007 | „Diddy Rock” (feat. Timbaland, Shawnna & Twista)                                   | –       | –        | –        | –       | Press Play            |
| 2009 | „Angels” (z Dirty Money feat. The Notorious B.I.G.)                                | 116     | 71       | –        | –       | Last Train To Paris   |
| 2009 | „Love Comes Down” (z Dirty Money)                                                  | –       | 62       | –        | –       | Last Train To Paris   |
| 2010 | „Hello Good Morning” (z Dirty Money feat. T.I. & Rick Ross)                        | 27      | 13       | 8        | 22      | Last Train To Paris   |
| 2010 | „Hurt (Loving You No More)” (z Dirty Money feat. Drake)                            | –       | 61       | –        | –       | Last Train To Paris   |
| 2011 | „Coming Home” (z Dirty Money feat. Skylar Grey)                                    | –       | –        | –        | –       |                       |

### Single gościnne
| Rok  | Tytuł | Pozycja | Pozycja  | Pozycja  | Pozycja | Album                     |
| Rok  | Tytuł | U.S.    | U.S. R&B | U.S. Rap | UK      | Album                     |
| ---- | --- | ------- | -------- | -------- | ------- | ------------------------- |
| 1996 | „No Time” (Lil’ Kim feat. Puff Daddy) | 14      | 9        | 1        | 45      | HardCore                  |
| 1997 | „Mo Money Mo Problems” (The Notorious B.I.G. feat. Puff Daddy & Mase)                                                                         | 1       | 2        | 1        | 6       | Life After Death          |
| 1997 | „Someone” (SWV feat. Puff Daddy) | 19      | 5        | –        | 34      | Release Some Tension      |
| 1998 | „Lockin’ At Me” (Mase feat. Puff Daddy) | 8       | 8        | 1        | –       | Harlem World              |
| 1998 | „Don Cartagena” (Fat Joe feat. Puff Daddy) | 102     | 40       | 21       | –       | Don Cartagena             |
| 1998 | „All Night Long” (Faith Evans feat. Puff Daddy)                                                                                               | 9       | 3        | –        | 23      | Keep The Faith            |
| 1998 | „Nothin’ Move But The Money” (Mic Geronimo feat. Puff Daddy & Kelly Price)                                                                    | 70      | 31       | 11       | –       | Vendetta                  |
| 1999 | „Hate Me Now” (Nas feat. Puff Daddy) | 62      | 18       | 8        | 10      | I Am...                   |
| 1999 | „Notorious B.I.G.” (The Notorious B.I.G. feat. Puff Daddy & Lil’ Kim)                                                                         | 86      | 30       | –        | 16      | Born Again                |
| 2001 | „Sun Of The Gun (Remix)” (Janet Jackson feat. P. Diddy, Missy Elliot & Carly Simon)                                                           | 28      | 26       | –        | 13      | All For You               |
| 2002 | „Trade It all Pt. 2” (Fabolous feat. P. Diddy & Jagged Edge)                                                                                  | 20      | 14       | 8        | –       | Street Dreams             |
| 2002 | „Pass The Curvoiser Pt. 2” (Busta Rhymes feat. P. Diddy & Pharell)                                                                            | 11      | 4        | 2        | 16      | Genesis                   |
| 2002 | „Do That” (Birdman feat. P. Diddy, Mannie Freash & Tateeze)                                                                                   | 33      | 21       | 10       | –       | Birdman                   |
| 2002 | „I Do (Wanna Get Close To You)” (3LW feat. P. Diddy & Loon)                                                                                   | 58      | –        | –        | –       | A Girl Can Mack           |
| 2003 | „Bump, Bump, Bump” (B2K feat. P. Diddy) | 1       | 2        | –        | 11      | Pandemonium!              |
| 2003 | „Welcome to Atlanta (Remix)” (Jermaine Dupri feat. P. Diddy, Murphy Lee & Snoop Dogg)                                                         | 35      | 15       | 3        | –       | Instructions              |
| 2003 | „Shake Ya Tailfeather” (Nelly feat. P. Diddy & Murphy Lee)                                                                                    | 1       | 3        | 1        | 10      | Bad Boys 2 OST/Murphy Law |
| 2004 | „I Don’t Wanna Know” (Mario Winans feat. P. Diddy & Enya)                                                                                     | 2       | 2        | –        | 1       | Hurt No More              |
| 2004 | „Breathe, Scretch, Shake” (Mase feat. P. Diddy)                                                                                               | 28      | 12       | 7        | 28      | Welcome Back              |
| 2005 | „What You Been Drinkin’ On?” (Jim Jones feat. P. Diddy, Paul Wall & Jha Jha)                                                                  | –       | 106      | –        | –       | Harlem: Diary Of Summer   |
| 2005 | „Nasty Girl” (The Notorious B.I.G. feat. Diddy, Nelly, Jagged Edge & Avery Storm)                                                             | 46      | 20       | 9        | 1       | Duets: The Final Chapter  |
| 2007 | „Get Buck In Here” (DJ Felli Fel feat. Diddy, Akon, Ludacris & Lil’ Jon)                                                                      | 41      | 87       | 15       | –       | Go DJ!                    |
| 2008 | „Take you There” (Donnie Klang feat. Diddy)                                                                                                   | 110     | –        | –        | –       | Just A Rolling Stone      |
| 2009 | „Imma Put It On Her” (Day26 feat. Diddy) | 79      | 29       | –        | –       | Forever In A Day          |
| 2009 | „Must Be Love” (Cassie feat. Diddy) | –       | 56       | –        | –       | Electro Love              |
| 2009 | „Better On The Other Side (Tribute For Michael Jackson)” (The Game feat. Chris Brown, Diddy, Polow Da Don, Mario Winans, Usher & Boyz II Men) | –       | 113      | –        | –       | non album single          |
| 2009 | „1000 Stacks” (Nelly feat. Diddy & The Notorious B.I.G.)                                                                                      | –       | –        | –        | –       | 5.0                       |
| 2010 | „Million Dollar Girl” (Trina feat. Diddy & Keri Hilson)                                                                                       | –       | 61       | 20       | –       | Amazin'                   |
| 2010 | „All I Do Is Win (Remix)” (DJ Khaled feat. Nicki Minaj, Rick Ross, Busta Rhymes, T-Pain, Fabolous, Jadakiss, Swizz Beatz & Diddy)             | 26      | 8        | 6        | –       | Victory                   |
| 2010 | „O Let’s Do It (Remix)” (Waka Flocka Flame feat. Diddy, Rick Ross & Gucci Mane)                                                               | 62      | 12       | 7        | –       | Flockaveli                |

## Nagrody i wyróżnienia
| Grammy | Grammy                                                | Grammy                          | Grammy    | Grammy |
| Rok    | Kategoria                                             | Tytuł                           | Wynik     |        |
| ------ | ----------------------------------------------------- | ------------------------------- | --------- | ------ |
| 1998   | Najlepszy nowy artysta                                | –                               | Nominacja |        |
| 1998   | Najlepszy występ raperski w wykonaniu duetu lub grupy | „Can’t Nobody Hold Me Down”     | Nominacja |        |
| 1998   | Najlepszy występ raperski w wykonaniu duetu lub grupy | „Mo Money Mo Problems”          | Nominacja |        |
| Rap    | Najlepszy występ raperski w wykonaniu duetu lub grupy | „I’ll Be Missing You”           | Wygrana   |        |
| 1998   | Najlepszy album raperski                              | No Way Out                      | Wygrana   |        |
| 2000   | Najlepszy występ raperski w wykonaniu duetu lub grupy | „Satisfy You”                   | Nominacja |        |
| 2002   | Najlepszy występ raperski w wykonaniu duetu lub grupy | „Bad Boy For Life”              | Nominacja |        |
| 2003   | Najlepszy występ raperski w wykonaniu duetu lub grupy | „Pass the Courvoisier (Part 2)” | Nominacja |        |
| 2004   | Najlepszy występ raperski w wykonaniu duetu lub grupy | „Shake Ya Tailfeather”          | Wygrana   |        |